# Thermae Romae
Thermae Romae (japonês: テルマエ・ロマエ, Hepburn: Terumae Romae, lit.  "Termas romanas"}), estilizado como THERMÆ ROMÆ, é uma série de mangá escrita e ilustrada por Mari Yamazaki. Foi serializada na Comic Beam da Enterbrain entre dezembro de 2008 e março de 2013, sendo compilado em seis volumes tankōbon. A série ganhou o terceiro Manga Taishō e logo após recebeu o 14.º Prêmio Cultural Osamu Tezuka. O mangá foi licenciado no Brasil pela Editora JBC em 2013. Uma adaptação de anime foi produzida pela DLE Inc., estreando em janeiro de 2012. Uma ONA produzida pela NAZ intitulada Thermae Romae Novae foi anunciada e estreada na Netflix em março de 2022. Uma sequência de mangá intitulada Zoku Thermae Romae começou a ser serializada no site e aplicativo Shōnen Jump+ da Shueisha em 6 de fevereiro de 2024.

## Enredo
A história segue um antigo arquiteto romano chamado Lucius, que está com dificuldades para encontrar ideias. Um dia, ele descobre um túnel escondido sob uma terma que o leva a uma casa de banhos japonesa moderna. Inspirado pelas inovações encontradas lá, ele cria seu próprio spa, Roma Thermae, trazendo as ideias modernas para sua época.
Cada capítulo subsequente segue Lucius enfrentando algum tipo de problema, apenas para ser levado ao Japão novamente. Ele visita casas de banhos modernas, banheiras pessoais, parques aquáticos, festivais de fertilidade e até mesmo zoológicos. Lá, ele sempre encontra a inspiração para resolver exatamente o problema com o qual foi incumbido.

## Mídias

### Mangá
O mangá foi colocado à venda no Japão pela primeira vez em 2008, serializado na revista mensal Comic Beam da editora Enterbrain. Seu último número foi publicado em 12 de março de 2013. No total, são cinco volumes,3 além de uma sexta coletânea publicada em 30 de junho de 2013 com tiragem inicial de nove milhões de exemplares.13
Thermae Romae, escrito e ilustrado por Mari Yamazaki, foi serializado pela Comic Beam da Enterbrain entre 12 de dezembro de 2008 e 12 março de 2013. A série foi compilada em cinco volumes tankōbon, além de um sexto volume de coletâneas. Para comemorar o fim da obra, a Enterbrain lançou uma caixa dobrável especial para armazenar os livros da série.
Em 2013, a Editora JBC anunciou o lançamento da série no Brasil.
Em 31 de janeiro de 2024, publicou em seu Twitter  que uma sequência do mangá intitulada Zoku Thermae Romae (続テルマエ・ロマエ, Zoku Terumae Romae) começaria a ser publicada semanalmente na Shōnen Jump+ da Shueisha a partir de do dia 6 de fevereiro.

### Anime
Uma adaptação em anime em flash produzida pela DLE foi ao ar na Fuji TV em seu bloco Noitamina entre 12 de janeiro de 2012 e 26 de janeiro de 2012. A série foi lançada em Blu-ray Disc em 20 de abril de 2012 e incluiu um episódio não exibido. O tema de encerramento é "Thermae Roman" (テルマエ・ロマン, Terumae Roman) de Chatmonchy.
Durante o Netflix Anime Festival de 2020, foi anunciado que a série receberia uma nova adaptação de anime em ONA intitulada Thermae Romae Novae, produzida pela NAZ. A série é dirigida por Tetsuya Tatamitani e escrita por Yūichirō Momose. Estreou na Netflix em 28 de março de 2022. Cada episódio também apresenta uma seção de live action onde a autora Mari Yamazaki explora diferentes fontes termais no Japão no final do episódio. O tema de abertura é "Toreador Song ~An Aria for Bath House Manners~" (闘牛士の歌 ～温泉マナーのアリア～, Tōgyūshi no Uta ~Onsen Manner no Aria~) por Paolo Andrea Di Pietro.

## Recepção
Rebecca Silverman, para o Anime News Network, ofereceu uma avaliação positiva do mangá. Ela afirmou que o mangá é "fascinante por seu detalhe cultural e histórico" e elogiou os paralelos alcançados entre duas culturas tão díspares quanto a romana e a japonesa. No entanto, criticou a trama monótona e repetitiva, observando que os detalhes da vida pessoal do protagonista e os novos personagens ajudaram a amenizar o desenvolvimento da história nos volumes subsequentes.
Em 2010, o mangá ganhou o terceiro Manga Taishō, em 2010, ficando em primeiro lugar com 94 pontos. Na 14.ª edição do Prêmio Cultural Osamu Tezuka, ganhou na categoria de prêmio para história curta. O quarto volume do mangá recebeu uma indicação na categoria de melhor quadrinho na 40.ª cerimônia dos prêmios do Festival Internacional de banda desenhada de Angolema, realizada de 31 de janeiro a 3 de fevereiro de 2013, na França.